# Gewondeninsigne
Een gewondeninsigne is een draagbaar eerbetoon aan de in een oorlog of gevecht verwonde militairen. In Nederland werd pas in 1999 een Draaginsigne Gewonden ingesteld. Het Amerikaanse Purple Heart, ontstaan tijdens de Amerikaanse Onafhankelijkheidsoorlog, was het eerste voorbeeld van een dergelijke onderscheiding.

## Tijdens de Eerste Wereldoorlog
Het gewondeninsigne (Duits:"Verwundetenabzeichen") werd op 3 maart 1918 door de Duitse keizer Wilhelm II ingesteld voor het leger, waarbij ook de vliegeniers, de bemanning van zeppelins en ballonvliegers waren ingedeeld. Met ingang van de achtste juli 1918 werden ook de koloniale troepen met dit insigne gedecoreerd.
De Duitse Keizerlijke marine en de onderzeebootvloot kregen op 24 juni 1918 een eigen gewondeninsigne.
In het instellingsbesluit stelt de Duitse keizer dat hij "als bijzonder dankbetoon van het vaderland diegenen die voor het vaderland gebloed hebben of in het oorlogsgebied hun gezondheid door vijandelijke acties hebben verloren en daarom niet langer geschikt zijn om in het leger te dienen een ereteken wil verlenen.
Men verleende het insigne in drie uitvoeringen:
1. In een zwarte uitvoering voor één of twee verwondingen.
2. In zilver voor drie of vier verwondingen.
3. In goud voor vijf of meer verwondingen.

Het insigne werd tienduizenden malen verleend.
De Dubbelmonarchie Oostenrijk-Hongarije kreeg in 1917 geen insigne maar een Gewondenmedaille aan het gebruikelijke driehoekige lint.

## Tijdens de Tweede Wereldoorlog
In het Derde Rijk werd het gewondeninsigne door Adolf Hitler, drager van het insigne uit de Eerste Wereldoorlog, al werd hij er nooit mee gezien, opnieuw ingesteld. Nu werd het insigne van een groot hakenkruis voorzien en in de volgende zes uitvoeringen verleend:
- In een op 22 mei 1939 ingestelde zwarte uitvoering voor een of twee verwondingen bij het Legioen Condor, een Duits eskader dat in Spanje de opstand van Franco steunde.
- In zilver voor een of twee verwondingen bij het Legioen Condor.
Het insigne werd 182 maal verleend.
- In een zwarte uitvoering voor een of twee verwondingen in de Tweede Wereldoorlog.
- In zilver voor drie of vier verwondingen in de Tweede Wereldoorlog.
- In goud voor vijf of meer verwondingen in de Tweede Wereldoorlog.
Ook dit insigne werd tienduizenden malen verleend.

De aanslag door Kolonel Claus Schenk von Stauffenberg op de 20e juli 1944 bracht de op die dag lichtgewonde dictator ertoe om een bijzonder gewondeninsigne te stichten. Het insigne onderscheidde zich van het gewone model door de grotere helm, de datum en de handtekening van Adolf Hitler. De Führer verleende het niet aan zichzelf maar wel aan de 20 overlevenden en postuum in goud aan de drie omgekomen aanwezigen in de kaartkamer. Hitler zelf heeft het insigne nooit gedragen. De gewondeninsignes bestaan in zwart, zilver en goud want de gedecoreerden vroegen wanneer zij in de loop van de verdere strijd nogmaals gewond raakten ook een hogere graad van het gewondeninsigne aan.
- Het Gewondeninsigne van de 20e juli 1944. (Duits "Verwundetenabzeichen 20. Juli 1944" waarvan:

Alle verwondingen die in de Eerste Wereldoorlog, gevechten na de Duitse revolutie van 1918, gevechten in de Oostelijke grensgebieden na de Eerste Wereldoorlog waren opgelopen telden mee voor het gewondeninsigne van 1933. Ook bevriezing aan het oostfront en verwondingen door eigen vuur golden als een verwonding en bij zwaar letsel werd soms een stap op de ladder van onderscheidingen overgeslagen.

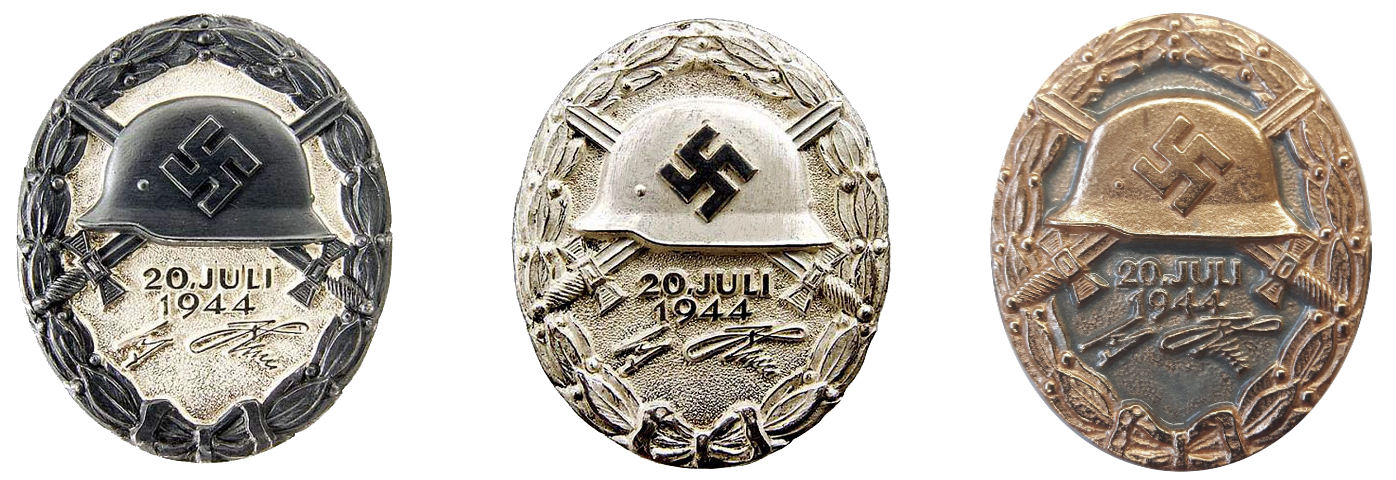
De 20 juli-versie in zwart, zilver en goud badge.

## Na de Tweede Wereldoorlog
Na de oorlog liet een wet van 1957 het dragen van orden en eretekens uit de periode van voor 1945 toe vermits de nationaalsocialistische emblemen waren verwijderd.